# Holland & Holland .375
El Holland & Holland .375 fue un fusil de precisión de caza diseñada en 1912 en Inglaterra por Harris J. Holland de la marca Holland & Holland.

## Historia
Holland & Holland fue fundada en 1835 por Harris J. Holland y adoptó su actual nombre en 1877. Este fusil estaba pensado fundamentalmente para la caza mayor, actividad que no disfruta hoy la aprobación general, salvo si se desarrolla en condiciones cuidadosamente controladas. Holland & Holland también diseño y fabricó sus propios cartuchos: para este fusil se creó el .375 Holland & Holland Magnum en 1912, considerado el mejor cartucho para la caza mayor de su tiempo.

## Diseño
Esta arma tenía un cerrojo tipo Mauser 98, con dos tetones que se acerrojaban en la recámara. Los mecanismos de puntería eran un alza con dos hojas, marcadas "50/200 yards" y "300 yards", respectivamente (46/183 m y 274 m), y un punto de mira de poste en oro y otro plegable "big bead". Lleva una mira telescópica Zeiss Diatal-C 4x32.